# Bars and melody
 (février 2018).
Pour les articles homonymes, voir BAM.
Bars and Melody (souvent abrégé en BAM) est un duo pop britannique composé du rappeur Leondre Bars Devries et du chanteur Charlie Melody Lenehan.
Ils ont participé à la huitième saison de Britain's Got Talent en 2014. Lors de leur audition, ils ont été automatiquement envoyés en demi-finale de la compétition après que le juge en chef, Simon Cowell, a appuyé sur le golden buzzer. Ils ont finalement terminé à la troisième place. Leur morceau, Shining Star, est sorti le 30 juillet 2014 : il s'agissait d'un supplément à leur version acoustique de la chanson Hopeful. Bars and Melody ont publié leur premier album studio 143 le 21 août 2015. Il s'est immédiatement classé à la quatrième place du hit-parade au Royaume-Uni. Un an plus tard est sorti leur EP Teen Spirit. Ils ont nommé leurs fans les « Bambinos ».

## Histoire

### 2013-2014: formation etBritain's Got Talent
Leondre et Charlie se sont rencontrés sur Facebook en septembre 2013, après que Leondre a vu les vidéos de Charlie. Ils se sont rencontrés physiquement pour la première fois en janvier 2014 et ont décidé de former un duo de musique nommé Bars and Melody.
Le 8 février 2014, Bars and Melody ont auditionné à Manchester pour la huitième saison de Britain's Got Talent. Ils ont interprété une chanson basée sur Hope de Twista et Faith Evans, avec Leondre remplaçant les couplets originaux par ceux qui protestaient contre le harcèlement. Après la chanson, Simon Cowell a appuyé sur le golden buzzer, leur offrant un accès immédiat aux demi-finales en direct.
Avant les demi-finales, le groupe a participé à The Ellen DeGeneres Show aux États-Unis. Dans la demi-finale de BGT le 29 mai, ils ont interprété I'll Be Missing You de Puff Daddy et Faith Evans, couplés avec de nouveaux vers au sujet du décès d'un proche. Les membres du public ont reçu des bougies à allumer en hommage pendant la représentation. Ils ont gagné leur demi-finale et ont progressé jusqu'à la finale, pendant laquelle ils ont interprété la chanson qu'ils avaient chanté lors de leur audition. Ils ont finalement fini troisième derrière Lucy Kay et Collabro.

### 2014-2015:143
Bars and Melody ont signé un contrat de 500 000 £ avec le label de Simon Cowell, Syco, qui a sorti Hopeful en juillet 2014. Leur premier single s'est directement classé numéro cinq du UK Singles Chart. Le clip de leur chanson Hopeful a été publié sur YouTube le 7 juillet 2014. Pour promouvoir la chanson, ils ont participé à des émissions de télévision telles que Good Morning Britain, This Morning et The Official Chart sur BBC Radio 1. À la fin de septembre, la chanson Hopeful était classée numéro 33 du Twitter Top Tracks.
Bars and Melody ont également participé à leur première tournée de signature de HMV pour promouvoir Hopeful. Ils ont sorti la chanson Shining Star, dans le cadre de Hopeful Acoustic. Leur deuxième single, Keep Smiling, est sorti le 28 février 2015, avec un clip vidéo filmé à Plymouth. Il est parvenu à la 52e place dans l'Official Charts Company. Leur troisième single officiel, Stay Strong, a été diffusé le 18 avril 2015 et a atteint la 53e place dans l'Official Charts Company. Deux éditions physiques du CD pouvaient être achetées, contenant chacune une photo de Charlie et de Leondre, promue par une deuxième tournée de signature de HMV. Ils ont sorti leur quatrième single Beautiful en juin 2015 accompagné d'un clip
Ils ont ensuite sorti leur premier album, 143, le 21 août 2015 : il a atteint la quatrième place du UK Albums Chart le 28 août 2015. L'album comprenait leurs singles précédemment enregistrés et des chansons supplémentaires. Pour promouvoir l'album, ils font une tournée à travers le Royaume-Uni durant l'été et une tournée hivernale au Royaume-Uni, aux Pays-Bas et en Pologne où l'album est devenu disque de platine.

### 2016
En 2016, ils ont tourné dans cinq villes avec Kiera Weathers, une concurrente de The X Factor, en février et en avril. Les villes comprenaient Londres, Birmingham, Bristol, Glasgow et Liverpool. En août 2016, leur album Teen Spirit a été publié par Syco. Ils ont visité l'Australie et le Japon en août 2016.
En août 2016, ils sortent leur premier album japonais, intitulé Hopeful par Avex Music Creative, comprenant quatorze titres des albums britanniques 143 et Teen Spirit ainsi que des versions anglaise et japonaise de Hopeful.
Ils sont passés par treize villes en Autriche, en Allemagne et en Suisse en novembre et en décembre, faisant l'ouverture du chanteur allemand Lukas Rieger.

### 2017
Le 15 février 2017, ils ont sorti leur deuxième album japonais, intitulé Never Give Up, pour une distribution en Asie, par Rhythm Sound, une division d'Avex Music Creative. En avril ils ont annoncé la sortie d'un nouvel album, intitulé Generation Z, prévu pour septembre 2017 ainsi que la sortie numérique immédiate de la nouvelle chanson Faded le 14 avril. En avril ils ont visité dix villes au Royaume-Uni œuvrant pour la troupe de danse Diversity. Le 26 mai a été annoncée la diffusion numérique du single Thousand Years le 26 mai. Le 1er septembre, ils ont sorti un nouvel album intitulé Generation Z comprenant les chansons Thousand Years, Faded, Fast Car.

## Procès
Antonio Devries, le père de Leondre, a menacé de porter plainte contre le groupe en mars 2016, disant qu'il avait écrit Hopeful en raison des problèmes qu'il avait dans sa vie. Il prétend qu'il a aidé à promouvoir les garçons jusqu'à leur concours Britain's Got Talent, et est mécontent que les garçons s'éloignent du thème anti-intimidation. Il affirme également que leur gestion les surcharge. Il dit qu'il n'a aucun problème avec Bars and Melody, mais il a repris les comptes de médias sociaux du garçon et a posté de la musique de son fils Joey et d'autres artistes qu'il représente jusqu'à ce que l'équipe de gestion reprenne le contrôle des comptes. L'équipe de gestion, qui, selon Leondre, est la racine du problème, a déclaré que les garçons ont écrit Hopeful. Un porte-parole des garçons a précisé qu'ils sont heureux avec leur équipe de gestion et de carrière et ne se sentent pas exploités ou surmenés. Ils ont également dit, « Bars and Melody sont désolés d'entendre que l'action légale est menacée et ils espèrent qu'elle sera résolue rapidement et amicalement ».

## Discographie

### Albums studio
| 143                                                          | - Sortie: 21 août 2015 - Label: 143 Records - Format: Téléchargement numérique, CD                  | 4  | - | 11 | 31 | 12 | - ZPAV : Platine |
| Covers                                                       | - Sortie: 17 février 2017 - Label: Zeneration Records - Format: Téléchargement numérique            | -  | - | -  | -  | -  |                  |
| Generation Z                                                 | - Sortie: 1er septembre 2017 - Label: Zeneration Records - Format: Téléchargement numérique, CD     | 83 | - | -  | 3  | 54 |                  |
| Covers Part II                                               | - Sortie: 24 novembre 2017 - Label: Zeneration Records - Format: Téléchargement numérique, CD       |    |   |    |    |    |                  |
| Covers Part III                                              | - Sortie: 6 juillet 2018 - Label: Zeneration Records - Format: Téléchargement numérique, CD         |    |   |    |    |    |                  |
| Sadboi                                                       | - Sortie: 27 mars 2020 - Label: Better Now, Universal Music - Formats: Téléchargement numérique, CD | -  | - | -  | 38 | -  |                  |
| "—" denotes an album that did not chart or was not released. | |    |   |    |    |    |                  |

### Extended plays
| Titre       | Détails                                                                               | Peak chart positions | Peak chart positions | Peak chart positions | Peak chart positions |
| Titre       | Détails                                                                               | UK                   | IRE                  | POL                  | SCO                  |
| ----------- | ------------------------------------------------------------------------------------- | -------------------- | -------------------- | -------------------- | -------------------- |
| Hopeful     | - Sortie: 25 juillet 2014 - Label: Syco Music - Format: Téléchargement numérique      | -                    | -                    | -                    | -                    |
| Teen Spirit | - Sortie: 26 août 2016 - Label: Zeneration Records - Format: Téléchargement numérique | 49                   | 85                   | 4                    | 97                   |

### Singles

#### En tant qu'artiste principal
| Titre        | Année | Peak chart positions | Peak chart positions | Peak chart positions | Album |
| Titre        | Année | UK                   | IRE                  | SCO                  | Album |
| ------------ | ----- | -------------------- | -------------------- | -------------------- | ----- |
| Hopeful      | 2014  | 5                    | 56                   | 6                    | 143   |
| Keep Smiling | 2015  | 52                   | -                    | 43                   | 143   |
| Stay Strong  | 2015  | 53                   | -                    | 48                   | 143   |

#### Singles promotionnels
| Titre                | Année | Album                       |
| -------------------- | ----- | --------------------------- |
| Beautiful            | 2015  | Non-album single            |
| Unite (Live Forever) | 2016  | Teen Spirit                 |
| Never Give Up        | 2016  | single non présent en album |
| Live Your Life'      | 2017  | single non présent en album |
| Faded                | 2017  | single non présent en album |
| Thousand Years       | 2017  | single non présent en album |